# Moskva v Oktjabre
Moskva v Oktjabre (russisk: Москва в Октябре) er en sovjetisk stumfilm fra 1927 af Boris Barnet.

## Medvirkende
- Vasilij Nikandrov som Lenin
- Anna Sten
- Boris Barnet
- Ivan Bobrov
- Aleksandr Gromov